# Anampses chrysocephalus
Anampses chrysocephalus là một loài cá biển thuộc chi Anampses trong họ Cá bàng chài. Loài này được mô tả lần đầu tiên vào năm 1958.

## Từ nguyên
Từ định danh của loài được ghép bởi hai từ trong tiếng Latinh, là chrysos ("màu vàng") và cephalus ("đầu"), hàm ý đề cập đến phần đầu có màu vàng cam của cá đực.

## Phạm vi phân bố và môi trường sống
A. chrysocephalus là một loài đặc hữu của quần đảo Hawaii. Chúng sống gần các rạn san hô và đá ngầm ở độ sâu có thể đến 139 m, nhưng thường được bắt gặp trong khoảng từ 12 đến 50 m.

## Mô tả
A. chrysocephalus có chiều dài cơ thể tối đa được ghi nhận là gần 18 cm. Cá cái có màu nâu sẫm, chi chít các đốm và chấm trắng trên cơ thể (nhỏ và nhiều hơn ở vùng lưng). Vây đuôi màu đỏ với một vệt trắng bao quanh gốc vây. Vây ngực và vây bụng màu trắng nhạt. Các vây còn lại tiệp màu với thân. Cá đực màu nâu cam với các đốm màu xanh óng trên vảy. Đầu có màu cam sáng, lốm đốm các vệt xanh. Vây lưng và vây đuôi màu nâu sẫm (dải trắng bao quanh cuống đuôi ở một số cá thể giai đoạn trung gian). Vây hậu môn có màu vàng với 2 hàng đốm xanh. Vây bụng màu xanh lam với viền vàng. Vây ngực và vây bụng màu trắng nhạt.
Số gai ở vây lưng: 9; Số tia vây ở vây lưng: 12; Số gai ở vây hậu môn: 3; Số tia vây ở vây hậu môn: 12.
Danh pháp A. rubrocaudatus mà chính Randall mô tả là dựa trên kiểu hình của cá cái.

## Sinh thái học
Thức ăn của A. chrysocephalus là những loài thủy sinh không xương sống. Cá đực thường sống theo chế độ hậu cung, gồm nhiều con cá cái bơi cùng với nó. Nhiều khả năng, A. chrysocephalus là loài lưỡng tính tiền nữ, tức cá cái có thể chuyển đổi giới tính thành cá đực.
Loài này thường được đánh bắt trong ngành buôn bán cá cảnh.

### Trích dẫn
- John E. Randall (1972). "A revision of the labrid fish genus Anampses" (PDF). Micronesica. Quyển 8 số 1–2. tr. 151–190.